# Apogonia feai
Apogonia feai är en skalbaggsart som beskrevs av Moser 1918. Apogonia feai ingår i släktet Apogonia och familjen Melolonthidae. Inga underarter finns listade i Catalogue of Life.